# Ендру Јанг
Ендру М. Јанг (енгл. Andrew M. Yang; Скенектади, 13. јануар 1975) је амерички предузетник, политичар, филантроп и кандидат Демократске странке за градоначелника Њујорка. По занимању је правник, Јанг је почео да ради у старт-аповима и компанијама у раном стадијуму раста као оснивач или извршни директор од 2000. до 2009. године. Био је кандидат за демократску номинацију за председника Сједињених Државама на изборима 2020.
Син имиграната са Тајвана, Јанг је рођен и одрастао у Њујорку. Похађао је Универзитет Браун, а затим правни факултет Колумбија. Незадовољан својим адвокатским радом, Јанг је почео да ради за старт-апове пре него што је провео деценију као извршни директор у компанији за припрему тестова Манхатан Преп. Јанг је 2011. основао ВФА, који регрутује врхунске дипломце колеџа у двогодишњи програм стипендирања у стартуповима у градовима у развоју широм Сједињених Држава. Обамина администрација изабрала га је 2011. за „шампиона промена“, а 2015. за „председничког амбасадора за глобално предузетништво“. Јанг је напустио ВФА 2017. године да би се усредсредио на своју председничку кампању. 2018. године написао је Рат против нормалних људи, који износи неколико централних идеја његове кампање.
Јанг је 6. новембра 2017. поднео захтев савезној изборној комисији  да се кандидује за председника Сједињених Држава на изборима 2020. године. Јангова кампања се углавном фокусирала на одговор на брзи развој аутоматизације, која све више доводи до изазова радне снаге и економске нестабилности у Сједињеним Државама . Његова политика потписивања била је „ Дивиденда за слободу “, универзални основни приход од 1000 америчких долара месечно свакој одраслој Америци као одговор на премештање посла аутоматизацијом, један од примарних фактора за који тврди да је довео до избора Доналда Трампа у 2016 години. Сматран кандидатом тамног коња током већег дела предизбора, Јанг је стекао значајну популарност на мрежи, а Њујорк тајмс га је назвао „Омиљеним кандидатом са интернета“. Новинске вести су Јанга описале као најнеочекујућег кандидата у изборном циклусу 2020. године, који је од непознате личности постао главни конкурент у трци. Јанг се квалификовао и учествовао у седам од првих осам демократских дебата, а заслужан је  за подизање дискусија о УБИ, аутоматизацији и аутизму на национални ниво, као и за ангажовање Американци Азије у председничкој политици.
Јангова кампања била је позната по својој срећи и "про-технолошкој природи". Његове присталице, неформално познате као „ Јанг-банда “, укључивале су неколико одликовања познатих личности и биле су запажене по својој идеолошкој и политичкој разноликости. Јанг је суспендовао своју кампању 11. фебруара 2020, убрзо након предизбора у Њу Хемпширу, обећавајући да су он и његов покрет "тек започели". По завршетку кампање, Ианг се придружио Си-Ен-Ен-у као политички коментатор, најавио стварање политичке непрофитне организације Хуманити Форвард и кандидује се за демократску номинацију на изборима за градоначелника Њујорка 2021. године .

## Публикације
- Smart People Should Build Things: How to Restore Our Culture of Achievement, Build a Path for Entrepreneurs, and Create New Jobs in America. HarperCollins. 4. 2. 2014. ISBN 978-0062292049.
- The War on Normal People: The Truth About America's Disappearing Jobs and Why Universal Basic Income Is Our Future. Hachette Books. 3. 4. 2018. ISBN 978-0316414241.